# هيلدا لوند
هيلدا لوند (بالسويدية: Hilda Lund)‏ هي راقصة باليه سويدية، ولدت في 21 ديسمبر 1840 في ستوكهولم في السويد، وتوفيت في 7 أكتوبر 1911 في Flen ‏ في السويد.